# Jean Ier de Roucy
Jean Ier, († 1200), de la maison de Montdidier, comte de Roucy de 1196 à 1200, était fils de Guiscard, comte de Roucy, et d'Élisabeth de Mareuil.

## Biographie
Il ne semble pas avoir été marié, bien que certaines généalogies lui attribuent Béatrice de Vignory comme épouse, fille de Barthélemy, seigneur de Vignory, et d'Helvide de Brienne.
Il succédà à son frère Raoul en 1196, mais mourut quatre ans plus tard. Son héritière était sa sœur Eustachie, mariée à Robert Ier de Pierrepont, mais ils furent incapables de s'opposer aux ambitions d'Enguerrand III de Coucy, qui s'empara de Roucy en 1200, mais fut contraint de le re-céder à Eustachie vers 1204.
Selon le Gallia Christiana, Hélisende, fille de Jean, comte de Roucy, vicomte de Mareuil, et de Béatrix de Vignory fut abbesse de l'abbaye d'Avenay.